# Anne McCaffrey

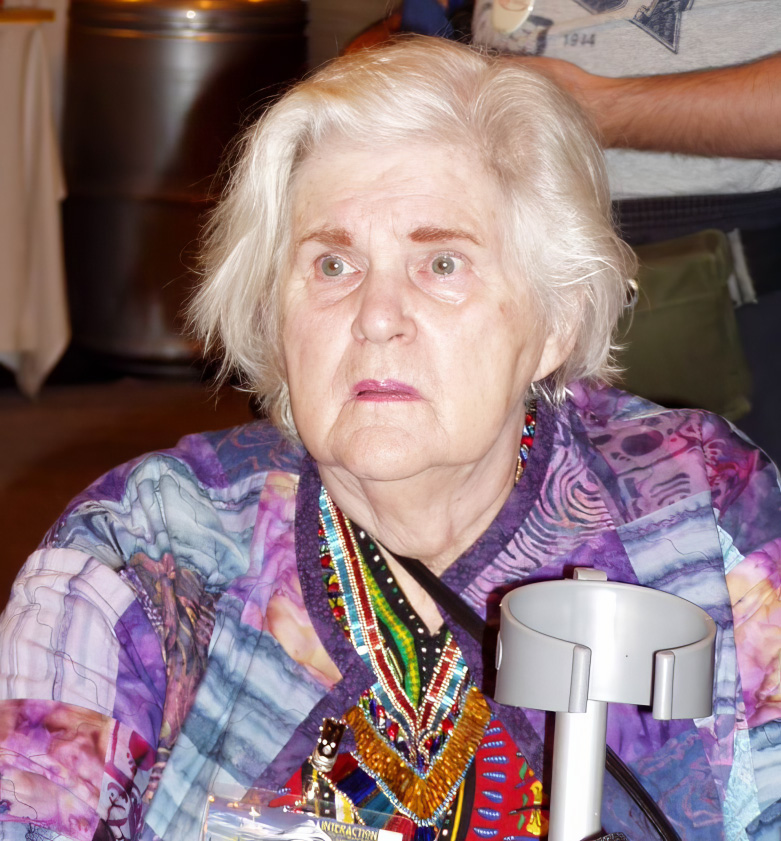
Anne McCaffrey nel 2005

Anne Inez McCaffrey (Cambridge, 1º aprile 1926 – Contea di Wicklow, 21 novembre 2011) è stata una scrittrice, autrice di fantascienza e di fantasy statunitense, famosa in particolare per i romanzi del ciclo di Pern.

## Biografia
Nata da George Herbert McCaffrey e Anne Dorothy McElroy, conseguì il Bachelor of Arts in lingue e letterature slave presso il Radcliffe College nel 1947. Nel 1950 si sposò ed ebbe tre figli: Alec Anthony, nato nel 1952, Todd, nato nel 1956, e Georgeanne, nata nel 1959. In seguito al divorzio del 1970 emigrò in Irlanda.
Nel 1968 il suo romanzo breve La cerca del Weyr (Weyr Search, 1967), primo capitolo della serie dei Dragonieri di Pern, vinse il Premio Hugo per il miglior romanzo breve, primo premio Hugo assegnato a una donna per la narrativa. Nel 2005, alla cerimonia per i Premi Nebula, Anne McCaffrey fu nominata 22º Grand Master dalla Science Fiction and Fantasy Writers of America.
Morì nel 2011 all'età di ottantacinque anni.

## Opere
Per ogni testo è iniziata la prima edizione originale e l'eventuale prima traduzione in italiano. Le serie di romanzi interconnessi sono elencate cronologicamente, in base alla data di pubblicazione del primo episodio di ogni ciclo.

### Universo dei Pianeti Senzienti Federati
Quattro diverse saghe composte da McCafrey si svolgono in un medesimo universo immaginario e presentano elementi ricorrenti, pur mantenendosi reciprocamente autonome.

#### Ciclo delle Navi
Serie originariamente costituita da una sequenza di racconti, successivamente McCafrey ne ha posto l'ambientazione in condivisione con altre autrici e l'ha espansa con sei romanzi organizzati in tre dilogie.

##### La nave che cantava (The Ship Who Sang)
Saga di racconti concatenati sistematizzata dall'autrice nella raccolta tematica La nave che cantava (The Ship Who Sang), Walker & Co., 1969; trad. Roberta Rambelli, Galassia 185, Casa Editrice La Tribuna, 1 Marzo 1973.
1. "La nave che cantava" ("The Ship Who Sang"), in The Magazine of Fantasy and Science Fiction aprile 1961.
2. "La nave che piangeva" ("The Ship Who Mourned"), in Analog Science Fiction -> Science Fact marzo 1966.
3. "La nave che uccideva" ("The Ship Who Killed"), in Galaxy Magazine ottobre 1966.
4. Missione drammatica (Dramatic Mission), in Analog Science Fiction/Science Fact giugno 1969.
5. "La nave rapita" ("The Ship Who Disappeared" poi "The Ship Who Dissembled"), in If marzo 1969.
6. "La nave e il suo compagno" ("The Partnered Ship"), composto appositamente per l'edizione in volume.

Altri due episodi della serie composti successivamente non sono mai stati inclusi nella raccolta originale:
- "Honeymoon", nella raccolta Get off the Unicorn, Del Rey / Ballantine, 1977.
- "L'astronave che tornò" ("The Ship That Returned"), nell'antologia Universi lontani (Far Horizons: All New Tales from the Greatest Worlds of Science Fiction), a cura di Robert Silverberg, HarperCollins, 1999. Trad. Marina Deppisch, I Libri della Mezzanotte 10, Sperling & Kupfer, 2002.

##### Brain Ship
1. PartnerShip, Baen Books, 1992. Collaborazione con Margaret Ball.
2. The Ship Who Searched , serializzato in quattro puntate in Amazing Stories giugno, luglio, agosto e settembre 1992; prima edizione in volume Bean Books, 1992. Collaborazione con Mercedes Lackey.

La dilogia è stata riunita nell'omnibus Brain Ships, Baen Books, 2003.

##### The City and the Ship
1. The City Who Fought, Baen Books, 1993. Collaborazione con S.M. Stirling.
2. The Ship Avenged, Baen Books, 1997. Composto da S.M. Stirling.

La dilogia è stata riunita nell'omnibus The City and the Ship, Baen Books, 2004.

##### The Ship Who Saved the Worlds
1. The Ship Who Won, Baen Books, 1994. Collaborazione con Jody Lynn Nye.
2. The Ship Errant, Baen Books, 1996. Composto da Jody Lynn Nye.

La dilogia è stata riunita nell'omnibus The Ship Who Saved the Worlds, Baen Books, 2003.

#### Ciclo di Pern
La serie è stata composta in ordine anacronico e viene qui elencata secondo la cronologia interna.

##### Epoca dell'Atterraggio
Tre romanzi e una raccolta di racconti fra loro autonomi, ma cronologicamente consequenziali, che narrano l'arrivo sul pianeta Pern dei coloni terrestri e le origini della cultura perniana.
1. Pern e L'alba dei draghi (Dragonsdawn)[2], Del Rey / Ballantine, 1988. Traduzione di Ornella Ranieri Davide, diviso in due tomi ne Il Libro d'Oro della Fantascienza 39 e 42, Fanucci Editore, 1990.
2. The Chronicles of Pern: First Fall, Del Rey / Ballantine, 1993. Raccolta di cinque testi brevi, di cui tre inediti:
  - "Volo di ricognizione" ("The Survey: P.E.R.N.c"), inedito. Traduzione di Giovanni Sanfratello, nell'antologia MillemondiEstate 1994: 20 racconti, Urania Millemondi 1ª serie n. 27, Arnoldo Mondadori Editore, maggio 1994.
  - The Dolphins' Bell, come chapbook per Wildside Press, 1993.
  - "The Ford of Red Hanrahan", inedito.
  - The Second Weyr, inedito.
  - Rescue Run, in Analog Science Fiction and Fact agosto 1991.
3. Red Star Rising o Dragon's Eye, Bantam Books, 1996.

##### Epoca del Terzo Passaggio
Si collocano in questo periodo due saghe che raccontano vicende reciprocamente autonome ma cronologicamente parallele, entrambe composte in collaborazione fra l'autrice e il suo figlio secondogenito Todd McCaffrey. 

###### Trilogia di Kindan
Collaborazione con Todd McCaffrey.
1. Dragon's Kin, BCA, 2003.
2. Dragon's Fire, Del Rey / Ballantine, 2006.
3. Dragon Harper, Del Rey / Ballantine, 2007.

###### Pentalogia di Lorana e Fiona
I primi due romanzi della pentalogia si svolgono in parallelo e le rispettive trame si intrecciano a partire dal terzo volume.
1. Dragonsblood, Del Rey / Ballantine, 2005. Composto da Todd McCaffrey
2. Dragonheart, Del Rey / Ballantine, 2008. Composto da Todd McCaffrey
3. Dragongirl, Del Rey / Ballantine, 2010. Composto da Todd McCaffrey
4. Dragon's Time, Del Rey / Ballantine, 2011. Collaborazione con Todd McCaffrey.
5. Sky Dragons, Del Rey / Ballantine, 2012. Collaborazione con Todd McCaffrey

##### Epoca del Sesto Passaggio
Due romanzi autonomi che raccontano nel dettaglio eventi divenuti leggendari durante Saga del Nono Passaggio.
1. Moreta, la signora dei draghi (Moreta: Dragonlady of Pern), Del Rey / Ballantine, 1983. Traduzione di Gianluigi Zuddas, Il Libro d'Oro della Fantascienza 7, Fanucci Editore, 1984.
2. Nerilka (Nerilka's Story), Del Rey / Ballantine, 1986. Traduzione di Maria Teresa Tenore, Il Libro d'Oro della Fantascienza 14, Fanucci Editore, 1987.

##### Epoca del Nono Passaggio
Il nucleo originario della serie consiste di due sequenze di tre romanzi ciascuna che si sviluppano in parallelo e si riconnettono nel finale: nello specifico, gli eventi della trilogia degli Arpisti sono contemporanei al primo e secondo romanzo della trilogia dei Dragonieri, e i protagonisti di entrambi i cicli appaiono assieme nell'ultimo romanzo della trilogia dei Dragonieri. Successivamente l'autrice ha composto un romanzo e una raccolta di racconti prequel ambientati subito prima dell'esalogia originale, che ne espandono e dettagliano alcuni personaggi minori.

###### Opere prequel
- The Masterharper of Pern, Ballantine Books, 1998.
- A Gift of Dragons, Del Rey / Ballantine, 2002. Raccolta di quattro testi brevi, di cui uno inedito:
  - "La scelta del drago" o "Il piccolo cavaliere di draghi" ("The Smallest Dragonboy"), nell'antologia Science Fiction Tales, a cura di Roger Elwood, Rand McNally & Company, 1973. Traduzione di Claudio De Nardi, nell'antologia Top Fantasy. Il meglio della letteratura fantastica, a cura di Josh Pachter, Narrativa Reverdito, Reverdito Editore, 1989.
  - "La ragazza che sentiva i draghi" ("The Girl Who Heard Dragons"), come chapbook per Cheap Street, 1986. Traduzione di Luca Briasco, nell'antologia I tesori della fantasy, a cura di Sandro Pergamo, Economica Tascabile 2ª serie n. 2, Fanucci Editore, 2000.
  - La messaggera di Pern (Runner of Pern), nell'antologia Legends (Legends), a cura di Robert Silverberg, Tor Books, 1998. Traduzione di Francesco Di Foggia in Legends. Primo Volume, I Libri della Mezzanotte 8, Sperling & Kupfer, 2001.
  - "Ever the Twain", inedito.

###### Trilogia dei Dragonieri
1. Volo di drago o Il volo del drago (Dragonflight), Ballantine Books, 1968. Traduzione di Roberta Rambelli, Orizzonti. Capolavori di Fantasia e Fantascienza VIII.1, Fanucci Editore, 1975. Fix-up di due romanzi brevi apparsi su rivista:
  - La cerca del Weyr (Weyr Search), in Analog Science Fiction -> Science Fact ottobre 1967. Traduzione di Roberta Rambelli, nell'antologia I Premi Hugo 1955-1975, a cura di Isaac Asimov, Grandi Opere Nord 4, Editrice Nord, 1978.
  - Dragonrider, serializzato in due puntate in Analog Science Fiction -> Science Fact dicembre 1967 e gennaio 1968.
2. La cerca del drago o I dragonieri di Pern (Dragonquest), Ballantine Books, 1971. Traduzione di Roberta Rambelli, Orizzonti. Capolavori di Fantasia e Fantascienza VIII.2, Fanucci Editore, 1978.
3. Il drago bianco (The White Dragon), Del Rey / Ballantine, 1978. Traduzione di Roberta Rambelli, Orizzonti. Capolavori di Fantasia e Fantascienza VIII.3, Fanucci Editore, 1979.

###### Trilogia degli Arpisti
1. Il canto del drago (Dragonsong), Atheneum, 1976. Traduzione di Roberta Rambelli, Orizzonti. Capolavori di Fantasia e Fantascienza VIII.4, Fanucci Editore, 1981.
2. La ballata del drago (Dragonsinger), Atheneum, 1977. Traduzione di Roberta Rambelli, Orizzonti. Capolavori di Fantasia e Fantascienza VIII.5, Fanucci Editore, 1981.
3. Il mondo del drago (Dragondrums), Atheneum, 1979. Traduzione di Roberta Rambelli, Orizzonti. Capolavori di Fantasia e Fantascienza VIII.6, Fanucci Editore, 1982.

##### Epoca della Ricostruzione
Cinque romanzi fra loro autonomi, ma cronologicamente consequenziali, che si svolgono verso la fine e subito dopo gli eventi della saga del Nono Passaggio e ne descrivono gli effetti sulla società perniana; il quinto testo è l'opera prima della figlia dell'autrice.
1. I fuorilegge di Pern (The Renegades of Pern), Del Rey / Ballantine, 1989. Traduzione di Gaetano Luigi Staffilano, Altri Mondi 26, Arnoldo Mondadori Editore, 1991.
2. Nel tempo di Pern (All the Weyrs of Pern), Del Rey / Ballantine, 1991. Traduzione di Gaetano Luigi Staffilano, Uraniargento 2, Arnoldo Mondadori Editore, 11 Aprile 1995.
3. I delfini di Pern (The Dolphins of Pern), Del Rey / Ballantine, 1994. Traduzione di Gaetano Luigi Staffilano, Urania 1297, Arnoldo Mondadori Editore, 24 Novembre 1996.
4. The Skies of Pern, Bantam Books, 2001.
5. Dragon's Code, Del Rey, 2018. Composto da Gigi McCaffrey.

#### Ciclo dei Cristalli

##### Il Cantante dei Cristalli (Crystal Singer)
1. Il canto dei cristalli (Crystal Singer), Corgi Books, 1982. Trad. Daniela Galdo, Il Libro d'Oro 77, Fanucci Editore, 1995. Fix-up di quattro testi brevi:
  1. "Prelude to a Crystal Song", nell'antologia Continuum 1, a cura di Roger Elwood, Putnam, 1974.
  2. "Killashandra - Crystal Singer", nell'antologia Continuum 2, a cura di Roger Elwood, Berkley/Putnam, 1974.
  3. "Milekey Mountain", nell'antologia Continuum 3, a cura di Roger Elwood, Berkley/Putnam, 1974.
  4. "Killashandra - Coda and Finale", nell'antologia Continuum 4, a cura di Roger Elwood, Berkley/Putnam, 1975.
2. Killashandra (Killashandra), Del Rey / Ballantine, 1986. Trad. Daniela Galdo, Il Libro d'Oro 92, Fanucci Editore, 1996.
3. Crystal Line, Del Rey / Ballantine, 1992.

La trilogia è stata riunita nell'omnibus The Crystal Singer Trilogy, Del Rey / Ballantine, 1996. 

##### Romanzi singoli
- The Coelura, Underwood-Miller, 1983.
- Nimisha's Ship, BCA, 1998.

#### Universo di Ireta

##### Dinosaur Planet
1. Dinosaur Planet, Del Rey / Ballantine, 1978.
2. Dinosaur Planet Survivors, Del Rey / Ballantine, 1984.

La dilogia è stata riunita nell'omnibus The Ireta Adventure, Science Fiction Book Club, Doubleday, 1985.

##### Il pianeta dei pirati
1. I pirati dei pianeti (Sassinak), Baen Books, 1990. Trad. Alessandra Padoan, Cosmo Argento 249, Editrice Nord, 1994. Collaborazione con Elizabeth Moon.
2. Effetto criogenico (The Death of Sleep), Baen Books, 1990. Trad. Gianluigi Zuddas, Cosmo Argento 275, Editrice Nord, 1997. Collaborazione con Jody Lynn Nye.
3. Generazione guerrieri (Generation Warriors), Baen Books, 1991. Trad. Luca Landoni, Cosmo Argento 285, Editrice Nord, 1998. Collaborazione con Elizabeth Moon.

La trilogia è stata riunita nell'omnibus The Planet Pirates, Baen Books, 1993.

### Duna
1. Salvezza a Duna (Decision at Doona), Ballantine Books, 1969. Trad. Paola Campioli, La Fantascienza 3, Longanesi & C., 1977.
2. Crisis on Doona, Ace Books, 1992. Collaborazione con Jody Lynn Nye.
3. Treaty at Doona, Ace Books, 1994. Collaborazione con Jody Lynn Nye.

### Nora Fenn
Un dittico di racconti riunito per la prima volta nella raccolta Get Off the Unicorn, Del Rey / Ballantine, 1977.
1. "Daughter", nell'antologia The Many Worlds of Science Fiction, a cura di Ben Bova, E. P. Dutton, 1971.
2. "Dull Drums", nell'antologia Future Quest, a cura di Roger Elwood, Avon, 1973.

### Universo dei Talenti

#### Trilogia di Pegaso
1. I cavalieri di Pegaso (To Ride Pegasus), Ballantine Books, 1973. Trad. Tullio Dobner, La Ginestra 152, Longanesi & C., 1976. Raccolta di quattro testi brevi, di cui uno inedito:
  - I Cavalieri di Pegaso (To Ride Pegasus), inedito
  - Un talento femminile (A Womanly Talent), in Analog Science Fiction/Science Fact febbraio 1969.
  - "La mela" ("The Apple"), nell'antologia Crime Prevention in the 30th Century, a cura di Hans Stefan Santesson, Walker & Co., 1969.
  - Pegaso imbrigliato (A Bridle for Pegasus), in Analog Science Fiction/Science Fact luglio 1973.
2. Pegasus in Flight, Del Rey / Ballantine, 1990.
3. Pegasus in Space, Del Rey / Ballantine, 2000.

#### La Torre e l'Alveare (Tower and the Hive)
1. Il segno nel cielo (The Rowan), Ace/Putnam, 1990[3]. Trad. Fabio Feminò, Urania 1173, Arnoldo Mondadori Editore, 23 Febbraio 1992.
2. Damia (Damia), Ace/Putnam, 1991[4]. Trad. Fabio Feminò, Urania 1229, Arnoldo Mondadori Editore, 17 Aprile 1994.
3. I figli di Damia (Damia's Children), Ace/Putnam, 1993. Trad. Fabio Feminò, Urania 1252, Arnoldo Mondadori Editore, 5 Marzo 1995.
4. Il talento di Lyon (Lyon's Pride), Ace/Putnam, 1994. Trad. Fabio Feminò, Urania 1291, Arnoldo Mondadori Editore, 1 Settembre 1996.
5. The Tower and the Hive, Ace/Putnam, 1999.

### La Flotta
McCaffrey ha ambientato tre racconti nell'universo narrativo condiviso della Flotta (Fleet), creato da David Drake e Bill Fawcett.
- "Duty Calls", nell'antologia The Fleet, a cura di David Drake e Bill Fawcett, Ace Books, 1988[5].
- "A Sleeping Humpty Dumpty Beauty", nell'antologia Sworn Allies, a cura di David Drake e Bill Fawcett, Ace Books, 1990.
- "Mandalay", nell'antologia Total War, a cura di David Drake e Bill Fawcett, Ace Books, 1990.

Il trittico è stato riunito per la prima volta nella raccolta The Girl Who Heard Dragons, Tor Books, 1994.

### Il Portale Temporale
McCaffrey ha ambientato un racconto nell'universo narrativo condiviso del Portale Temporale (Time Gate), creato da Robert Silverberg e Bill Fawcett.
- "Pedigreed Stallion", nell'antologia Dangerous Interfaces, a cura di Robert Silverberg, Baen Books, 1990.

### Universo diPetaybee
Serie composta in collaborazione con Elizabeth Ann Scarborough.

#### Petaybee
1. Powers That Be, Del Rey / Ballantine, 1993.
2. Power Lines, Del Rey / Ballantine, 1994.
3. Power Play, Del Rey / Ballantine, 1995.

#### Twins of Petaybee
1. Changelings, Del Rey / Ballantine, 2005.
2. Maelstrom, Del Rey / Ballantine, 2006.
3. Deluge, Del Rey / Ballantine, 2008.

### Catteni
1. Prova di sopravvivenza (Freedom's Landing), Ace/Putnam, 1995[6]. Trad. Rita Botter Pierangeli, Cosmo Oro 157, Editrice Nord, 1996.
2. Freedom's Choice, Ace/Putnam, 1996.
3. Freedom's Challenge, Ace/Putnam, 1998.
4. Freedom's Ransom, G. P. Putnam's Sons, 2002.

### Universo diAcorna
Salvo dove indicato diversamente, la serie è stata composta in collaborazione con Elizabeth Ann Scarborough.

#### Acorna
1. Acorna the Unicorn Girl, HarperCollins, 1997. Collaborazione con Margaret Ball.
2. Acorna's Quest, HarperCollins, 1998. Collaborazione con Margaret Ball.
3. Acorna's People, HarperCollins, 1999.
4. Acorna's World, HarperCollins, 2000.
5. Acorna's Search, HarperCollins, 2001.
6. Acorna's Rebels, HarperCollins, 2003.
7. Acorna's Triumph, HarperCollins, 2004.

#### Acorna's Children
1. First Warning, HarperCollins, 2005.
2. Second Wave, HarperCollins, 2006.
3. Third Watch, HarperCollins, 2007.

### Tales of the Barque Cats
Serie composta in collaborazione con Elizabeth Ann Scarborough.
1. Catalyst, Del Rey / Ballantine, 2009.
2. Catacombs, Del Rey / Ballantine, 2010.

### Romanzi autoconclusivi
Sono elencati sia i romanzi veri e propri (novel) sia i romanzi brevi (novella).
- Restoree, Ballantine Books, 1967.
- The Mark of Merlin, Dell Publishing, 1971.
- Ring of Fear, Dell Publishing, 1971.
- The Kilternan Legacy, Dell Publishing, 1975.
- Stitch in Snow, Brandywyne Books, 1984.
- The Year of the Lucy, Brandywyne Books, 1985.
- The Lady, Ballantine Books, 1987.
- Black Horses for the King, Harcourt Brace, 1996[7].
- No One Noticed the Cat, Wildside Press, 1996.
- If Wishes Were Horses, Wildside Press, 1998.

### Raccolte di racconti
- Get Off the Unicorn, Del Rey / Ballantine, 1977. Comprende tre racconti afferenti all'universo dei Talenti, uno afferente al ciclo di Catteni, un racconto del Ciclo di Pern, uno della Nave che cantava, il dittico di Nora Fenn, e sei testi autoconclusivi, con introduzione di McCaffrey stessa.
- Habit Is an Old Horse, Dryad Press, 1986. Comprende due racconti.
- Nerilka's Story & The Coelura, Bantam Books, 1987. Volume doppio comprendente un romanzo del Ciclo di Pern e uno del Ciclo dei Cristalli.
- The Girl Who Heard Dragons, Tor Books, 1994. Comprende un racconto del Ciclo di Pern, il trittico della Flotta, e undici testi autoconclusivi, con introduzione di McCaffrey stessa.

### Curatele
- Alchemy and Academe, Doubleday, 1970.
- Space Opera, DAW Collectors 1044, DAW Books, 1996. Collaborazione con Elizabeth Ann Scarborough.
- A Diversity of Dragons, HarperCollins, 1997. Collaborazione con Richard Woods illustrata da John Howe.